# チーマウン
チーマウン大佐（ビルマ語: ကြည်မောင်、1920年12月20日 - 2004年8月19日）は、ミャンマー軍（以下、国軍）の将校で、政治家である。国民民主連盟（NLD）の創設者の1人。

## 来歴

### 軍歴
1920年12月20日、ヤンゴン生まれ。父親はフォーテイン、母親はドー・ングエ。1936年、ヤンゴン大学に入学し、独立運動に携わる。1938年、ビルマ中部のチャウとイェーナンジャウンの油田で労働者たちによるストライキが勃発したのを機に全国に波及した抗議運動にも参加し、学生指導者最初の犠牲者となったアウンチョーとともにイギリス騎馬警察に頭部を殴打され、アウンチョーの最期を看取った。
1941年、ビルマ独立義勇軍（BIA）に入隊。1943年～1945年の間、日本軍がミンガラドン郡区に設立した士官学校で学ぶ。イギリス軍再占領後、再編された国軍の第5ビルマライフル部隊に所属。1948年に大隊長、1951年にはピンウールィンに駐屯していた北部軍司令部に一等兵として勤務。1953年には第7旅団団長を務めた。1955年～1956年の間、アメリカの陸軍士官学校に留学。1960年～1962年の間、ヤンゴン軍管区司令官を務め、軍人として順調に出世の階段を上っていた。
1962年3月2日、ネ・ウィンがクーデターを起こしてビルマ連邦革命評議会のメンバーとなり、西南軍管区司令官に任命される。しかし、チーマウンは軍政に反対の立場であり、1963年、ネ・ウィンが主催した大規模集会への参加を拒否したことにより、両職から解任された。ネ・ウィン時代は計7年間、獄中で過ごした。

### NLD時代
チーマウンは8888民主化運動の際、再び表舞台に出た元軍人の1人だった。アウンジーと親しく、1988年9月27日、国民民主連盟（NLD）が結成されると、チーマウンもアウンジー派の1人として参加した。同年12月、アウンジーが離党した後も、チーマウンは党に残った。
NLD内は派閥争いが激しく、元軍人と民間人、若者世代と年配世代との間に対立があり、民間人・若者は国家秩序回復評議会（SLORC）に対して攻撃的で、元軍人・年配世代は妥協的だった。後者のチーマウンも国軍には妥協的で、「われわれに必要なのは、民主的に選出された政府だ。それと引き換えに将軍たちの身柄や財産を保証しなければならないとしても、構わない。彼らが望むものは何でも与えなければならない」と発言したこともあった。ただ、チーマウンは他の「おじさんたち」と違って、持ち前のユーモア精神で若者世代の交流できる稀有な人材でもあった。
1989年7月20日、NLD議長のティンウーと副議長のアウンサンスーチーが自宅軟禁下に置かれると、代わりにチーマウンが副議長に就任。1990年5月27日に実施された総選挙では、NLDを492議席中392議席（占有率81%）を獲得する圧勝に導き、その手腕を高く評価された。しかし、SLORCは政権移譲を拒否。チーマウンも、『アジアウィーク』という香港の雑誌に「国軍を過去の犯罪で処罰するのか？」と聞かれ、「ミャンマーにニュルンベルク裁判は必要ない」と答えたのにもかかわらず、ニュルンベルク裁判に言及しただけで国軍幹部の怒りを買って逮捕され、懲役20年の刑を受け、NLDも除名となった。
1995年3月14日、チーマウンは釈放され、NLD副議長に再任された。再任後も若者の人材育成に力を注いだ。
1996年11月9日、スーチーが乗った車がヤンゴン市内で暴徒に囲まれ、棍棒や石で襲撃されるという事件であったが、チーマウンも同乗しており、頭部と顔面を負傷した。
1997年12月12日、チーマウンがNLD副議長を辞任したというニュースが流れた。当初、NLD幹部は高齢に配慮して、仕事量を減らしただけだと述べていたが、やがて辞任のニュースは事実であることが明らかになった。原因はSLORC/SPDCに対して強硬路線を取り続けるスーチーとの確執と言われている。1997年のインタビューで、チーマウンは対話路線と非武装路線を維持する意思を表明していた。

## 死
2004年8月13日、チーマウンはヤンゴンの自宅で心臓発作を起こし、85歳で亡くなった。